# عاشقان پون نف
عاشقان پل نُف (به فرانسوی: Les Amants du Pont-Neuf [lez‿amɑ̃ dy pɔ̃ nœf]) یک فیلم درام عاشقانهٔ فرانسوی محصول ۱۹۹۱ به کارگردانی لئوس کاراکس و با بازی ژولیت بینوش و دونی لوان است. این فیلم داستان عاشقانه‌ای را میان دو جوان آواره دنبال می‌کند: الکس، یک هنرمند سیرک ناموفق که به الکل و داروهای آرام‌بخش اعتیاد دارد، و میشل، یک نقاش که به بیماری‌ای مبتلاست که به‌تدریج او را نابینا می‌کند. خیابان‌ها، آسمان و آبراه‌های پاریس به‌عنوان پس‌زمینه‌ای برای روایت این داستان به کار گرفته شده‌اند، که در مجموعه‌ای از صحنه‌های باشکوه، در جریان جشن‌های دویستمین سالگرد انقلاب فرانسه در سال ۱۹۸۹ رخ می‌دهد.
این فیلم به دلیل تولید پرمشکل و طولانی‌مدتش و همچنین هزینهٔ هنگفتی که صرف ساخت آن شد، بدنام شد. چندین بار از آن به‌عنوان گران‌ترین فیلم تاریخ سینمای فرانسه در زمان اکرانش یاد شده، اگرچه این ادعا مورد مناقشه قرار گرفته است.

## بازیگران
- ژولیت بینوش در نقش میشل استالنس
- دونی لوان در نقش الکس
- کلاوس میشائیل گروبر در نقش هانس
- ماریون استالنس در نقش ماریون
- کریشان لارسون در نقش ژولین
- ادیت اسکوب در نقش زن داخل ماشین
- ژرژ آپرگیس در نقش مرد داخل ماشین

- ماری ترینتینیان در نقش گوینده (صدا روی فیلم)

## اکران
فیلم در جشنواره فیلم کن ۱۹۹۱ برای نخستین بار به نمایش درآمد و سپس در تاریخ ۱۶ اکتبر ۱۹۹۱ به سینماهای فرانسه رسید. این فیلم در فرانسه ۸۶۷,۱۹۷ بلیت فروخت و در آنجا به عنوان سی و چهارمین فیلم پرفروش سال ۱۹۹۱ شناخته شد. از این تعداد، ۲۶۰,۰۰۰ بلیت تنها در پاریس فروخته شد.

## بازخوردها
فیلم در فرانسه واکنش‌های متفاوتی از منتقدان به همراه داشت. در مطبوعات عامه‌پسند، در حالی که L'Express با بی‌توجهی به فیلم پاسخ داد ("صد و شصت میلیون فرانک، و برای چی؟ یک پل، سه آواره و یک گربه")، Le Monde با اشتیاق برخورد کرد ("فیلمی که فرم آن، بیشتر از محتوا، احساسی ناب و فوری را منتقل می‌کند که مشابه ملودرام‌های قبل از جنگ است که فراموش‌نشدنی هستند")، همانطور که Le Point هم این فیلم را ستایش کرد ("جادویی، دیوانه‌وار، بی‌توجه به مصالح، مانند خالقش... [یک] معجزه هنری"). Le Figaro بازی‌های بینوش و لوان را ستود، ولی خود فیلم را تحسین نکرد.
اما وقتی فیلم در جشنواره فیلم نیویورک ۱۹۹۲ به نمایش درآمد، منتقد تأثیرگذار وینسنت کنبی فیلم را برای The New York Times نقد کرد. در حالی که دستاوردهای فنی طراحی صحنه‌ و قدرت صحنه‌های آتش‌بازی و قایق‌های تندرو را تحسین کرد، اما نسبت به فیلم به‌طور کلی سرد بود.
یکی از سکانس‌های مورد بحث قرارگرفته شده میان منتقدان صحنه آتش‌بازی الکس است که به لحاظ تدوینی و سینمایی صحنه‌ای مهم در تاریخ سینماست. یکی از منتقدان کایه دو سینما ملاقات تکنیک و بیان را در صحنه‌ی خوردن آتش این‌طور توصیف می‌کند:
«تصاویر چشمک‌زنی از جرقه‌های آتش، سیالیت حرکات دوربین که انعکاس‌دهنده‌ی آکروباتیک‌های الکس است، حرارت صورت ژولیت بینوش، تدوینی با شدت عاطفی نادر که ما را به نزدیکی سینمایی می‌برد که در آن احساسات خود حرکت هستند.» 
آنچه که این صحنه به‌دنبال آن است بیشتر به مسأله شدت مربوط می‌شود – یک تجلی انتزاعی از شدت – تا یک نمای نزدیک که در آن بازیگر احساسات را بیان کند. 